# 1888年のメジャーリーグベースボール
以下は、メジャーリーグベースボール（MLB）における1888年のできごとを記す。
アメリカン・アソシエーションではセントルイス・ブラウンズ（後のカージナルス）が4年連続4度目の優勝、ナショナルリーグではニューヨーク・ジャイアンツが初優勝した。
1887年のメジャーリーグベースボール - 1888年のメジャーリーグベースボール - 1889年のメジャーリーグベースボール

## できごと
ニューヨーク・ジャイアンツのティム・キーフ投手はこの年のシーズンに19連勝し、そしてこの19連勝を含む35勝12敗、奪三振335、防御率1.74で最多勝・最多奪三振・最優秀防御率の記録を残し、しかも最高勝率.745でニューヨーク・ジャイアンツの初優勝に貢献した。キーフは速球・カーブの他にチェンジアップ（彼が考案したといわれている）を駆使して相手打者の弱点を調べる投球戦術を編み出した。
またピッツバーグ・アレゲニーズ（後のパイレーツ）のパッド・ガルヴィン投手が史上初の300勝を達成した。1879年のバッファロー・バイソンズを振り出しに1885年にピッツバーグ・アレゲニーズ、1990年にピッツバーグ・バーガーズ（プレーヤーズリーグ）に1年在籍し翌1891年にピッツバーグ・パイレーツと改称したばかりの古巣に戻り、1892年にセントルイス・ブラウンズに移って、それが最後のシーズンであった。「1球団2投手時代」の鉄腕投手として知られ、1883年に76試合登板・72完投で46勝29敗、翌1884年も72試合登板・71完投で46勝22敗の成績を残した。優勝経験が無く、最多勝や最優秀防御率には縁が無かったが、通算365勝は19世紀の投手としては最高で歴代5位であり、通算完投数646は歴代2位、通算投球回数6003イニング(5959イニングとする資料もある)もサイ・ヤングに次いで歴代2位である。けん制がうまく「けん制の名人」であった。

### 全米選手権
アメリカン・アソシエーション優勝チームのセントルイス・ブラウンズと、ナショナルリーグ優勝チームのニューヨーク・ジャイアンツとは、シーズン終了後に全米選手権で対戦し、6勝4敗でニューヨーク・ジャイアンツが優勝した。

### 世界旅行
シーズンが終わった後の1888年秋から1889年春にかけて、シカゴ・ホワイトストッキングスの会長兼オーナーのアルバート・スポルディングは自身のチームの選手達と対戦相手として他のチームから選抜したオールアメリカンズを率いて、ハワイ、オーストラリア、エジプト、イタリア、イギリスと渡る野球普及のための周遊旅行スポルディングのアラウンド・ザ・ワールド・ツアーを行った。主な選手としてホワイトストッキングス側からこの年打率トップのキャップ・アンソンが、またオール・アメリカンズ側からネッド・ハンロンやモンテ・ウォードがこの興行に参加した。10月20日にシカゴを出発して、鉄道で西海岸に行っている間に各地で試合を行い、11月にハワイ、12月にニュージーランドとオーストラリアを訪問して海外で初めて野球試合を行った。この後に翌年春までこの旅行は続いた。皮肉にも、この野球を普及させるための世界旅行に行っている間に、ナショナルリーグの各球団経営者は選手の給料の高騰に悩まされていたことで、翌年のシーズンにその年俸を1500ドルから2500ドルまでに制限することを決めた。このことで翌1889年に新たなリーグが結成されることになった。

## 最終成績
| 順 | チーム                             | 勝利 | 敗戦 | 勝率 | G差  |
| -- | ---------------------------------- | ---- | ---- | ---- | ---- |
| 1  | セントルイス・ブラウンズ           | 92   | 43   | .681 | --   |
| 2  | ブルックリン・ブライドグルームズ   | 88   | 52   | .629 | 6.5  |
| 3  | フィラデルフィア・アスレチックス   | 81   | 52   | .609 | 10.0 |
| 4  | シンシナティ・レッドストッキングス | 80   | 54   | .597 | 11.5 |
| 5  | ボルチモア・オリオールズ           | 57   | 80   | .416 | 36.0 |
| 6  | クリーブランド・スパイダーズ       | 50   | 82   | .379 | 40.5 |
| 7  | ルイビル・カーネルズ               | 48   | 87   | .356 | 44.0 |
| 8  | カンザスシティ・カウボーイズ       | 43   | 89   | .326 | 47.5 |

| 順 | チーム                           | 勝利 | 敗戦 | 勝率 | G差  |
| -- | -------------------------------- | ---- | ---- | ---- | ---- |
| 1  | ニューヨーク・ジャイアンツ       | 84   | 47   | .641 | --   |
| 2  | シカゴ・ホワイトストッキングス   | 77   | 58   | .570 | 9.0  |
| 3  | フィラデルフィア・クエイカーズ   | 69   | 61   | .531 | 14.5 |
| 4  | ボストン・ビーンイーターズ       | 70   | 64   | .522 | 15.5 |
| 5  | デトロイト・ウルバリンズ         | 68   | 63   | .519 | 16.0 |
| 6  | ピッツバーグ・アレゲニーズ       | 66   | 68   | .492 | 19.5 |
| 7  | インディアナポリス・フージャーズ | 50   | 85   | .370 | 36.0 |
| 8  | ワシントン・ナショナルズ         | 48   | 86   | .358 | 37.5 |

## 個人タイトル

### アメリカン・アソシエーション
| 項目   | 選手                     | 記録 |
| ------ | ------------------------ | ---- |
| 打率   | ティップ・オニール (STL) | .335 |
| 本塁打 | ジョン・レイリー (CIN)   | 13   |
| 打点   | ジョン・レイリー (CIN)   | 103  |
| 得点   | ジョージ・ピンキー (BRO) | 134  |
| 安打   | ティップ・オニール (STL) | 177  |
| 盗塁   | アーリー・ラッサム (STL) | 109  |

| 項目   | 選手                     | 記録  |
| ------ | ------------------------ | ----- |
| 勝利   | シルバー・キング (STL)   | 45    |
| 防御率 | シルバー・キング (STL)   | 1.63  |
| 奪三振 | エド・シュワード (PHA)   | 272   |
| 投球回 | シルバー・キング (STL)   | 584.2 |
| セーブ | トニー・マレーン (CIN)   | 1     |
| セーブ | ボブ・ギルクス (CLE)     | 1     |
| セーブ | ポップ・コークヒル (CIN) | 1     |

### ナショナルリーグ
| 項目   | 選手                     | 記録 |
| ------ | ------------------------ | ---- |
| 打率   | キャップ・アンソン (CHC) | .344 |
| 本塁打 | ジミー・ライアン (CHC)   | 16   |
| 打点   | キャップ・アンソン (CHC) | 84   |
| 得点   | ダン・ブローザース (DTN) | 118  |
| 安打   | ジミー・ライアン (CHC)   | 182  |
| 盗塁   | ダミー・ホイ (WHS)       | 82   |

| 項目   | 選手                       | 記録  |
| ------ | -------------------------- | ----- |
| 勝利   | ティム・キーフ (NYG)       | 35    |
| 防御率 | ティム・キーフ (NYG)       | 1.74  |
| 奪三振 | ティム・キーフ (NYG)       | 335   |
| 投球回 | ジョン・クラークソン (BSN) | 483.1 |
| セーブ | ジョージ・ウッド (PHI)     | 2     |

## 参考
- ナショナルリーグ順位表
- アメリカン・アソシエーション順位表